# Varsenare
Varsenare est une section de la commune belge de Jabbeke située en Région flamande dans la province de Flandre-Occidentale. C'était une commune à part entière avant la fusion des communes de 1977.

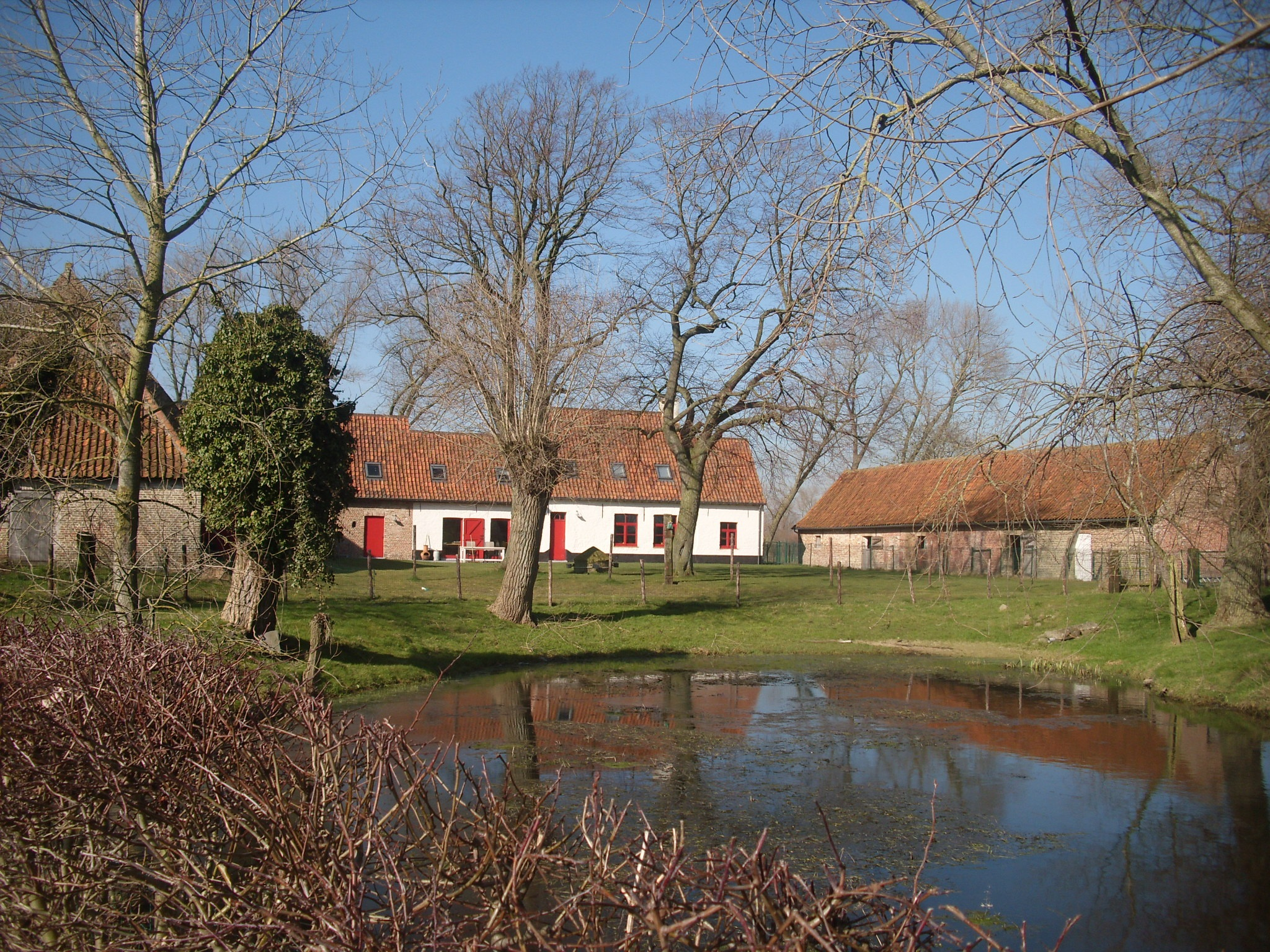
Ferme de maître
’t Croonken
(monument protégé).

## Démographie

### Évolution démographique
- Sources : INS, Rem. : 1831 jusqu'en 1970 = recensements, 1976 = nombre d'habitants au 31 décembre[2].

|  | Ce blason est issu des armoiries des seigneurs de Varsenare comme l'atteste un document de 1557. Blasonnement : De sable à trois épées d'argent posées en bandes, la pointe en bas. - Arrêté royal : 16 novembre 1842 Source du blasonnement : Blason de Varsenare sur le site Heraldry-wiki.com |